# Халаза
Халаза (від грец. χάλαζα — вузлик, горбик): у рослин — базальна частина насінного зачатка, що переходить у сім'яніжку, що прикріплює насінний зачаток до плаценти. У тварин — структура яйця. Халази підтримують жовток з обох боків.

## Халази рослин
В насінному зачатку халаза знаходиться навпроти мікропіле, відкриваючи інтегументи. Халаза — це тканина де з'єднуються інтегументи і нуцелус. Поживні речовини проходять через васкулярну тканину у фуніклюс і зовнішній інтегумент через халази в нуклеус. Протягом розвитку ембріональної сумки всередині насінного зачатку квітнучої рослини, три клітини на кінці халази стають клітинами-антиподами.
Для багатьох однодольних і деяких дводольних характерні (молочайні, жовтецеві) характерні масивні розрослі халази. У рослин-паразитів халази представлені 2-3 клітинами.

## Халази тварин
В яйцях тварин халаза складається з одного або двох спіральних смужок тканини, що підвішують жовток в центрі білка.
Халази діють подібно до пуповини у ссавців. Ембріон, що розвивається отримує поживні речовини від жовтка. Функція халаз полягає в утримуванні жовтку на його позиції.
В кулінарії, особливо при смаженні, халази часто вилучаються для отримання гомогенної текстури яйця.